# Municipalità di Salaspils
La municipalità di Salaspils (in lettone Salaspils novads) è una delle trentasei municipalità della Lettonia. È situata nel centro del Paese, immediatamente a sud della capitale Riga. Il capoluogo è Salaspils.

## Suddivisione
La municipalità comprende la città di Salaspils e la sua parrocchia (il territorio rurale che la circonda).